# 4. NL Bjelovar – Koprivnica – Virovitica
4. NL Bjelovar – Koprivnica – Virovitica, poznata i kao 4. NL BJ-KC-VT, liga je petog stupnja nogometnih natjecanja u Hrvatskoj.

## Sustav natjecanja
U ovoj ligi prvoplasirani klub prelazi u viši rang, 3. NL – Sjever, dok posljednja dva ispadaju u 1. ŽNL Bjelovarsko-bilogorsku, 1. ŽNL Koprivničko-križevačku ili Premijer ŽNL Virovitičko-podravsku. Klubovi koji nastupaju u ovoj ligi su s područja Virovitičko-podravske, Bjelovarsko-bilogorske i Koprivničko-križevačke županije.

## Dosadašnji prvaci
| sezona    | rang | klubova | pobjednik          |
| --------- | ---- | ------- | ------------------ |
| 2023./24. | V.   | 14      | Tehničar Cvetkovec |